# Опудало (логіка)

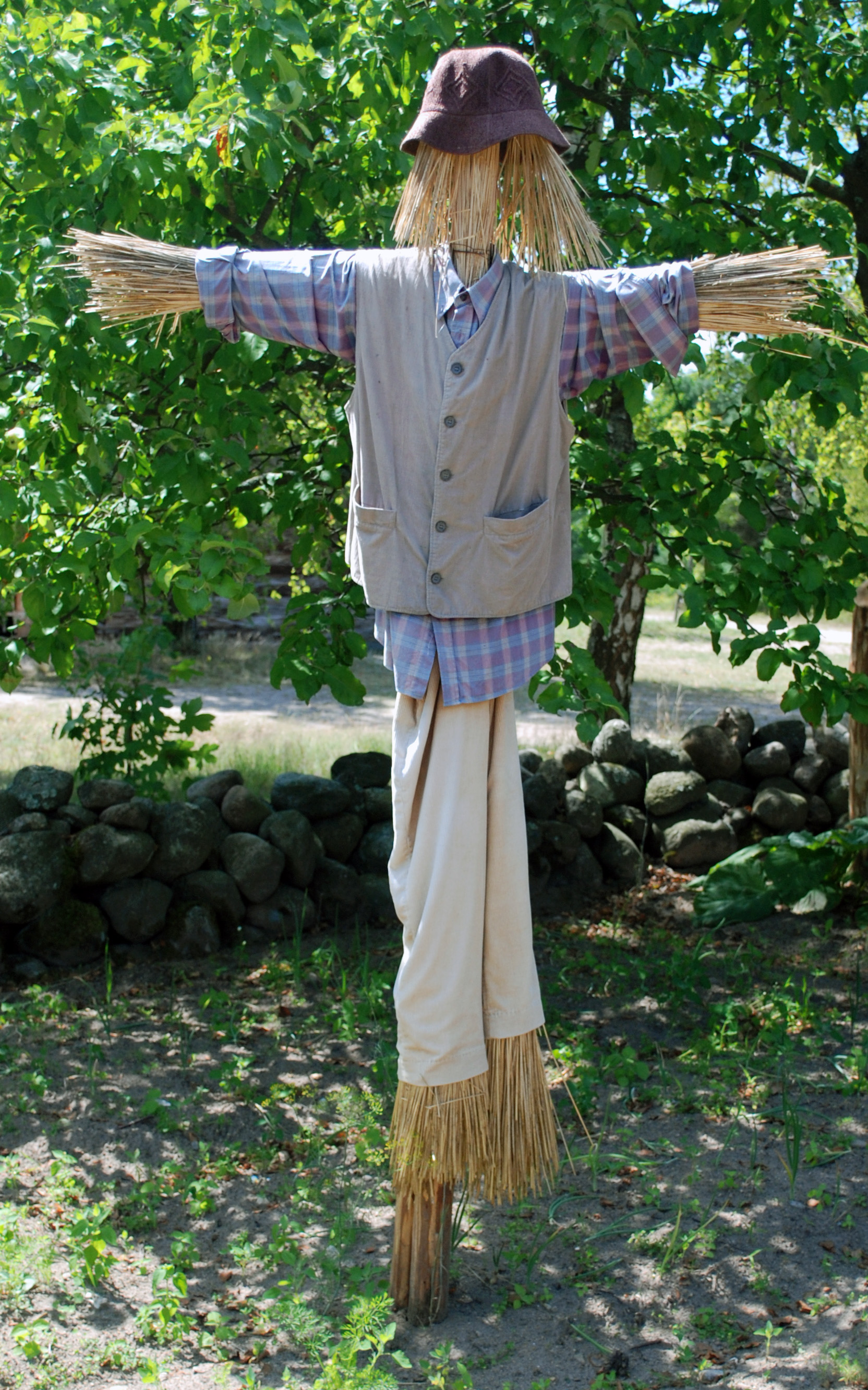
Солом'яне опудало. Його легко перемогти, на відміну від живого суперника.

Опудало (англ. straw man fallacy) є логічною хибою (неформальною помилкою), що полягає у тому, що учасник дискусії підміняє аргумент, висунутий його опонентом, на більш слабкий і спростовує його. Тобто висловлюється позиція, яку легко заперечити, а потім вона приписується опонентові. Той, хто припускається цієї хиби, як кажуть, «воює з опудалом».
Техніка опудала використовувалася протягом усієї історії полемічної дискусії, зокрема, в суперечках з приводу надзвичайно заряджених емоційних проблем, де сторони конфлікту не демонстрували намір щиро розуміти позиції одне одного.
Також ця техніка часто використовується як форма маніпулювання мас-медіа.

## Способи використання
Є декілька способів використання цієї техніки:
1. Представити тільки частину аргументації опонента (часто слабшу частину), спростувати її і вдати, що заперечена повна аргументація.
2. Представити аргумент опонента у слабшій формі, заперечити і вдати, що заперечена повна аргументація.
3. Представити аргументацію опонента в перекрученій формі, заперечити і вдати, що заперечена повна аргументація.
4. Представити когось, хто наводить слабкі аргументи на користь питання, що розглядається, як єдиного/основного захисника, спростувати його аргументи і вдати, що ви маєте рацію.
5. Придумати фіктивну особистість із вчинками або переконаннями, що критикуються, і вдати, що цей голем представляє групу, яку промовець критикує.

## Походження
Помилково визначення й назва аргументів опудала вважаються нещодавно вигаданими, хоча ще Арістотель зауважив на важливості цієї логічної хиби; Дуглас Уолтон визначив, що «перше застосування цього методу ми можемо спостерігати у підручнику, як неофіційну помилковість» у Guides to Straight Thinking (Керівництво Прямого Мислення) Стюарта Чейза 1956 р. (стор. 40). Проте, класичний текст Чарльза Леонарда Гамбліна Fallacies (Омани) 1970 р. не згадує це ні як чіткий тип, ні навіть як історичний термін. Ідею «солом'яного опудала», можна знайти у книзі «The Scare-Crows of Sexual Slavery» американської громадської діячки Вікторії Вудгалл, написаної 1873 року.
Походження терміна невідоме. Використання терміна в риториці передбачає людську фігуру з соломи, яку можна легко знищити, наприклад, військовий тренувальний манекен або опудало.

## Структура
Оманливість можна спостерігати в такому шаблоні:
1. Перша людина стверджує міркування X.
2. Друга людина виступає проти зовнішньо схожої пропозиції Y, так, ніби аргумент проти Y є аргументом проти X.

Це міркування — хибний висновок: воно не може спростувати запропоноване міркування шляхом його спотворення.
Приклади:
- Цитування опонента поза контекстом — обрання слів опонента для цитування таким чином, щоб спотворити їхнє задумане значення. При цьому сусідні фрази, які могли б пояснити наміри сказаного правильного, опускаються.
- Представлення когось, хто погано захищає певну позицію та заперечення аргументів цієї особи, таким чином створюючи враження, що всі, хто захищає цю думку - помиляються, а думка сама по собі хибна.
- Спрощення аргументу опонента і подальше спростування цієї спрощеної версії.
- Створення перебільшеної версії аргументу опонента і заперечення цієї перебільшеної версії.

## Приклади
1) Аргументи опудала часто виникають в публічних дебатах:
A: Ми повинні пом'якшити законодавство щодо вживання алкоголю.
Б: Ні, будь-яке суспільство, з необмеженим доступом до п'янких напоїв, втрачає свою норму трудової поведінки і хоче лише негайно задовольнити себе та свої бажання.
Початкова пропозиція — пом'якшити закони держави щодо вживання алкоголю. Людина Б неправильно витлумачила цю пропозицію, відповідає на неї, як ніби це було щось на зразок «(ми зобов'язані мати…) необмежений доступ до п'янких напоїв». Це логічна помилка, тому що Людина А ніколи не говорила про необмежений доступ до п'янких напоїв.
2) А: «Сонячні дні — це добре».
Б: «Якби всі дні були сонячні, то ніколи б не було дощу, а без дощу настали б посуха і голодна смерть».
У цьому випадку Б замінює твердження А на те, що нібито тільки сонячні дні — це добре, і відкидає його. А насправді говорить, що сонячні дні — це добре, не згадуючи нічого про дощові дні.

## Сучасне сприйняття
У 2006 році Роберт Таліс та Скотт Айнін розширили застосування і використання омани опудала, після того як попередні знавці галузі риторики були переконані, що опудало може приймати дві форми, оригінальну форму, у якій аргумент опонента спотворений, де звертання відбувається до представницької форми, і нової форми, яку вони назвали формою вибору.
Форма вибору фокусується на частковому і більш слабшому представленні аргументу опонента, яку легше спростувати. Легше спростовувати цей, більш слабкий аргумент, щоб спростувати аргумент суперника в цілому. Вони вказують на схожість форм вибору та помилковість поспішного узагальнення, в якому спростування протилежної позиції, більш слабшої, ніж позиція опонента утверджується як спростування всіх протилежних аргументів; вони виявили значно ширше використання форми вибору в сучасній політичній сфері та розглянули його значення як нового важливого інструменту для поліпшення громадського дискурсу.
Айкін і Таліс розширили цю модель в 2010 році, представивши третю форму. Посилаючись на «представницьку форму», як клясичне опудало, і «форму вибору», як слабкої людини, була названа третя форма — «невидимка». Аргумент-невидимка — повна вигадка, де обидві точки зору не існують, опонент не виражає точку зору як насправді існуючу, або принаймні опонент не стикався з нею.